# Alexander Crichton

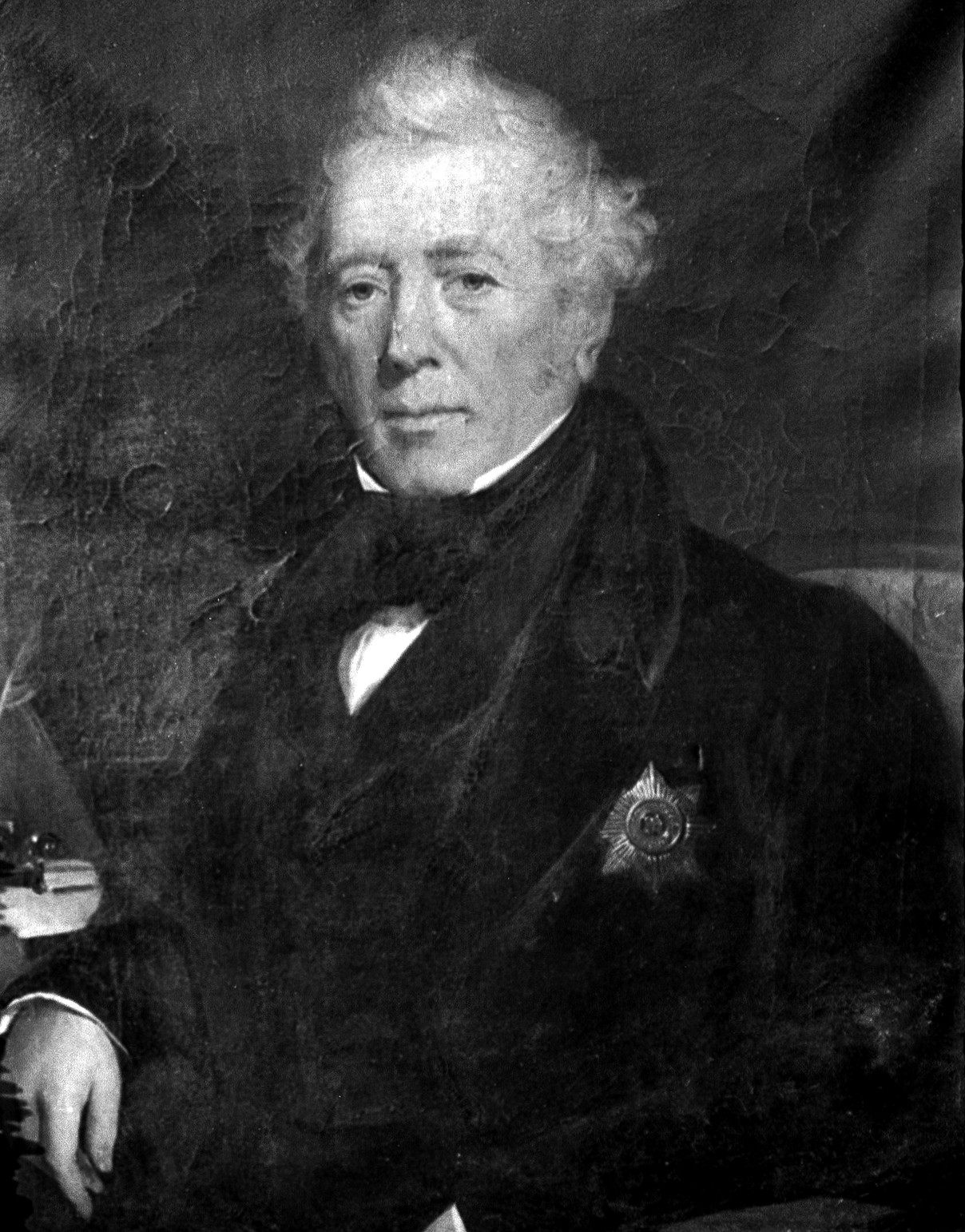
Alexander Crichton

Alexander Crichton (* 2. Dezember 1763 in Edinburgh; † 4. Juni 1856 in Sevenoaks) war ein britischer Arzt.

## Leben und Wirken
Nach einem Medizinstudium in Edinburgh, wo er vor allem durch Joseph Black, Alexander Monro und James Gregory (1753–1821) beeinflusst wurde, zog Alexander Crichton 1784 nach London. Dort vervollständigte er seine praktische Ausbildung bei William Fordyce (1724–1792), einem Chirurgen schottischer Abstammung.
Es folgten Lehr- und Wanderjahre (1785–1788) auf dem Kontinent. Nach einmonatigem Aufenthalt in Leiden wurde er dort am 29. Juli 1785 mit der Arbeit De vermibus intestinorum promoviert. Im Winter 1785/86 hielt er sich in Paris auf. Den Sommer 1786 verbrachte er in Stuttgart und lernte dort die deutsche Sprache. Im Winter 1786/87 war er in Wien, wo Maximilian Stoll die Erste Wiener Medizinische Schule vertrat und wo 1784 der Narrenturm eröffnet worden war. Im Sommer 1787 lebte er drei Monate lang in Halle, im Winter 1787/88 in Berlin, schließlich ab März 1788 für sechs Monate in Göttingen, wo Johann Friedrich Blumenbach lehrte.
Im Herbst 1788 kehrte Crichton nach England zurück. Er arbeitete in einer Ambulanz („dispansary“) in Holborn, wo er klinische Vorlesungen nach dem Muster der Universität Göttingen abhielt. 1794 wurde er zum Arzt am Westminster Hospital gewählt, wo er Kurse über praktische Medizin, Psychiatrie, Materia medica und Chemie abhielt. 1800 war er einer von drei Gutachtern, die die Schuldfähigkeit des Königsattentäters James Hadfield beurteilen sollten. 1801 wurde Crichton zum beratenden Arzt des Westminster Hospital ernannt, eine Funktion, die er bis zu seinem Lebensende behielt.
1801 ernannte der Duke of Cambridge Crichton zu seinem Leibarzt. Abgesandte des russischen Zaren am englischen Hof wurden 1804 auf ihn aufmerksam und sie warben ihn nach St. Petersburg ab. Dort war er über 15 Jahre persönlicher Arzt im Dienst des Zaren.
Crichton war beeindruckt vom Denken der deutschen Philosophen und Ärzte, die in der Frühphase der Romantik versuchten, die theoretischen Grundlagen der Psychiatrie durch Anwendung der Beobachtung und durch die Beachtung individueller Fallgeschichten neu zu formulieren. In seinem Hauptwerk Inquiry into the nature and origin of mental derangement (1798) entwickelte er jedoch seinen eigenen Ansatz.
Er kritisierte die Vorliebe der Romantiker für das Wunderbare, das nach seiner Einschätzung zu viel Raum in ihren Ausführungen einnehme:
Die Deutschen gleichen einander fast durchgängig in einer Liebe für das Wunderbare; und man muß gestehen, daß das psychologische Magazin einen reichen und häufigen Vorrath an Stoffen enthält, womit diese schwache Begierde befriediget werden kann. Die Geschichten prophetischer Träume, überraschender Eingebungen und Warnungen, nehmen zu vielen Platz in diesem Werke ein …
Crichton verlangte von der Person, welche eine psychiatrische Analyse vornehmen wollte, dass sie u. a. im Stande sein müsse,  …ihr eigenes Gemüt von sich selbst zu trennen, und es gewissermaßen sich so vor Augen zu stellen, dass sie es mit der Freimütigkeit und Unparteilichkeit eines Natur- und Geschichtsschreibers prüfen kann …

## Mitgliedschaften
- 1789 »Royal College of Surgeons of Great Britain and Ireland«
- 1791 »Royal College of Physicians«
- 1793 »Linnean Society of London«
- 1819 »Royal Geographical Society«

## Orden und Ehrungen
- 1814 »Orden des Heiligen Wladimir« Großkreuz 2. Klasse durch Zar Alexander I.
- 1814 Ehrenmitglied der Russischen Akademie der Wissenschaften[8]
- 1820 Großkreuz des »Roten Adlers« zweiter Klasse durch Friedrich Wilhelm III. von Preußen
- 1821 Adelung durch George IV.
- 1830 Großkreuz des »Ordens der Heiligen Anna« durch Zar Nikolaus I.

## Werke (Auswahl)

### Teil-Übersetzung
- Unter dem Titel An Essay on Generation. Cadell, London 1792 (Digitalisat) übersetzte Crichton Johann Friedrich Blumenbachs Über den Bildungstrieb und das Zeugungsgeschäfte. Dietrich, Göttingen 1781 (2. Ausgabe 1791 (Digitalisat))

### (Mit)-Herausgeber
- Russische Sammlung für Naturwissenschaft und Heilkunst. Herausgegeben von Dr. Alexander Crichton, Kaiserlich Russischem Leibarzte und Generalstabarzte des Ministeriums der allgemeinen Polizey. Dr. Joseph Rehmann, Kaiserlich Russischem Leibarzte und Dr. Karl Friedrich Burdach, Professor in Königsberg. Riga und Leipzig 1815 (Digitalisat)

### Eigene Werke
- Von den Mitteln [gegen die venerische Krankheit] aus dem Pflanzenreiche. Astragalus exscapus Linn. In: Christoph Girtanner. Abhandlung über die venerische Krankheit. Johann Christian Dietrich, Göttingen 1788–89. Band I, 21. Kapitel, XXIII, S. 402–414 (Digitalisat)
- Einige Beobachtungen über die medicinischen Wirkungen des Isländischen Mooses und des Fallkrauts. Mitgetheilt in einem Schreiben an Dr. Simmons von Dr. Alexander Crichton. In: Samuel Foart Simmons (1750–1813) (Herausgeber). Sammlung der neuesten Beobachtungen englischer Ärzte und Wundärzte für das Jahr 1789. Frankfurt am Main 1792, S. 173–184 (Digitalisat)
- An inquiry into the nature and origin of mental derangement. Cadell und Davies, London 1798 Band I (Digitalisat) Band II (Digitalisat)
  - Johann Christoph Hoffbauer (Übersetzer). Untersuchung über die Natur und den Ursprung der Geistes-Zerrüttung, ein kurzes System der Physiologie und Pathologie des menschlichen Geistes. August Bauer, Leipzig 1798 (2. Auflage 1810 (Digitalisat))
- An account of some experiments made with the vapour of boiling tar, in the cure of pulmonary consumption. Edinburgh 1817 (Digitalisat)
  - Darstellung einiger Erfahrungen über die Wirksamkeit der Theer-Dünste gegen die Lungen-Schwindsucht. Plüchart, St. Petersburg und Braunschweig 1819 (Digitalisat)
- Practical observations on the treatment and cure of several varieties of pulmonary consumption: and on the effects of the vapour of boiling tar in that disease. Lloyd, London 1823 (Digitalisat)
- Reflections on the policy of making an ample and independent provision for the roman catholic clergy of Ireland. J. Rifgway, London 1834 (Digitalisat)
- Commentaries on some doctrines of a dangerous tendency in medecine, and on the general principles of safe practice. London 1842 (Full-text-Digitalisat)